# SN 1970J
SN 1970J – supernowa typu Ia odkryta 6 października 1970 roku w galaktyce NGC 7619. Jej maksymalna jasność wynosiła 15,00m.